# Groo the Wanderer

Groo the Wanderer (en français, Groo le Vagabond) est un comic book écrit et dessiné par Sergio Aragonés.

## Publications en français
- Groo le barbare, Zenda, 1991  (ISBN 2-87687-071-1).
- Groo, Hors collection, coll. « Humour » :

1. Z'avez pas vu Rufferto ?, 2001  (ISBN 2-258-05738-8)[1].
2. Au pied Rufferto, 2002  (ISBN 2-258-05739-6).

## Prix et récompenses
- 1992 : Prix Eisner de la meilleure publication humoristique

### Documentation
- (en) Aaron Kashtan, « Groo the Wanderer », dans M. Keith Booker (dir.), Encyclopedia of Comic Books and Graphic Novels, Santa Barbara, Grenwood, 2010, xxii-xix-763 (ISBN 9780313357466), p. 271-273.